# Noah Glass
Noah Glass és un emprenedor i desenvolupador de software estatunidenc conegut per participar en la creació d'Odeo i Twitter.
Noah Glass, com altres emprenedors com Jack Dorsey o Mark Zuckerberg, va abandonar els seus estudis universitaris. Abans de conèixer Evan Williams, un dels co-fundadors de Twitter, va treballar en una empresa especialitzada en efectes especials i propietat de George Lucas anomenada Industrial Light and Magic. Posteriorment, ara ja amb Williams, va encapçalar el projecte d'Odeo, un servei de pòdasting que va tancar. L'any 2006 va donar a conèixer Jack Dorsey als executius d'Odeo i defensa que va ser el mateix Glass que va tenir la idea d'anomenar la nova xarxa social "Twttr", que acabaria evolucionant fins a adoptar definitivament el nom de "Twitter".
A causa de certs episodis que Noah Glass va patir, es va enemistar amb el grup fundador de Twitter. La història del seu comiat és confusa: Segons Nick Bilton, Jack Dorsey va arribar a amenaçar d'abandonar el projecte si no se n'expulsava Glass, i la decisió d'acomiadar-lo va ser presa. Dorsey defensa, en canvi, que va ser una decisió exclusivament d'Evan Williams.
Glass explica que malgrat la seva implicació en la germinació del projecte, n'ha obtingut molt pocs guanys econòmics.